# Paraconexibacteraceae
Paraconexibacteraceae es una familia de bacterias del orden Solirubrobacterales. Fue descrita en el año 2020. Actualmente (2024) contiene un solo género: Paraconexibacter. Su etimología hace referencia  parecido a Conexibacter. Se tiñen como gramnegativas, siendo una excepción del filo Actinomycetota. Son aerobias e inmóviles. Se han aislado de agua dulce y del suelo de la Antártida.

## Taxonomía
Actualmente contiene un género y 2 especies descritas:
- Paraconexibacter algicola
- Paraconexibacter antarcticus